# Night Patrol
Night Patrol is een Amerikaanse filmkomedie uit 1984 geregisseerd door Jackie Kong en gedistribueerd door New World Pictures. Het verhaal is geschreven door Jackie Kong, Murray Langston, William A. Levey en Bill Osco. De film kreeg voornamelijk negatieve kritieken.

## Verhaal
Politieman Melvin White wordt gedemoveerd: hij mag enkel nog nachtdienst doen met de op seks beluste Kent Lane. Sue Perman heeft een oogje op Melvin, maar hij begrijpt haar avances niet. In zijn vrije tijd treedt Melvin als stand-upcomediant op onder het pseudoniem "The Unknown Comic" waarbij hij steevast een papieren zak over zijn hoofd heeft. Niemand is op de hoogte wie "The Unknown Comic" in werkelijkheid is. Edith Hutton is verliefd op "The Unknown Comic" - hoewel ze een relatie heeft - en wil uitzoeken wie de man in werkelijkheid is.
Wanneer een dief - verkleed als "The Unknown Comic" - diverse gewapende overvallen pleegt, wil ook de politie achterhalen wie de dief en "The Unknown Comic" zijn.

## Rolverdeling
| Acteur           | Personage    |
| ---------------- | ------------ |
| Linda Blair      | Sue Perman   |
| Pat Paulsen      | Kent Lane    |
| Jaye P. Morgan   | Kate Parker  |
| Jack Riley       | Ziegler      |
| Billy Barty      | Lewis        |
| Murray Langston  | Melvin White |
| Pat Morita       |              |
| Sydney Lassick   |              |
| Andrew Dice Clay | Tony         |

## Prijs
| Prijs                        | Categorie         | Ontvanger(s) | Resultaat |
| ---------------------------- | ----------------- | ------------ | --------- |
| Golden Raspberry Awards 1985 | Slechtste actrice | Linda Blair  | Gewonnen  |